# Caos en vez de música

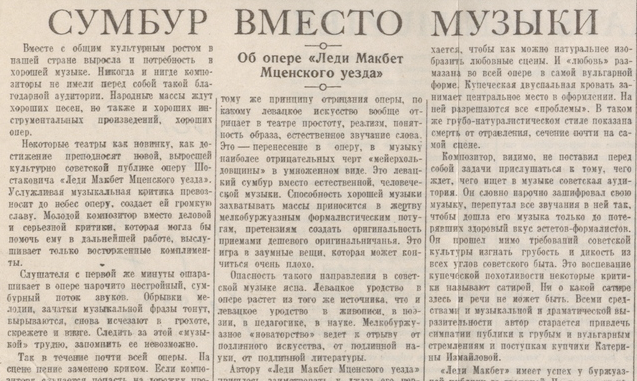
La columna crítica original de Pravda titulada Caos en vez de música contra Dmitri Shostakóvich, el 28 de enero de 1936.

"Caos en vez de música: en la ópera Lady Macbeth de Mtsensk" (en ruso: Сумбур вместо музыки – Об опере «Леди Макбет Мценского уезда») es un artículo anónimo que apareció en el periódico soviético Pravda el 28 de enero de 1936, y en el que se criticaba la ópera Lady Macbeth de Mtsensk del compositor ruso Dmitri Shostakóvich, tildándola de formalista, burguesa y vulgar. Inmediatamente después de su publicación, empezaron a circular rumores de que el autor había sido Iósif Stalin. Aunque esto es poco probable, es bastante seguro de que el líder soviético diera su consentimiento a la difusión del artículo, el cual se ha convertido en un famoso ejemplo de la censura soviética sobre las artes. 
"Caos en vez de música" supuso un punto de inflexión en la carrera de Shostakóvich, e influyó en la no publicación posterior de su Cuarta Sinfonía, que no llegaría a estrenarse hasta después de la muerte de Stalin.

## Antecedentes

### Estreno de la ópera y elogio inicial
Dmitri Shostakóvich terminó su ópera Lady Macbeth de Mtsensk en 1932. Ambientada en tiempos prerrevolucionarios, trata temas como la lujuria, la soledad y el asesinato. Algunas de sus escenas contienen sexo explícito; una reseña del periódico neoyorquino The Sun la llamaba "pornofónica". La ópera se estrenó con gran éxito el 24 de enero de 1934, aprobándola los críticos y los oficiales del gobierno, y rápidamente se distribuyó por los teatros de todo el mundo, afianzando a Shostakóvich como estrella internacional. Durante 1934 y 1935, la obra se representó cientos de veces en la Unión Soviética.

### Desaprobación de Stalin
Dos años después del estreno de la ópera, el 26 de enero de 1936, Shostakóvich fue invitado a la representación de Lady Macbeth en el Teatro Bolshói de Moscú. A esta representación también acudió Stalin, y el compositor pudo presenciar como el líder soviético se retorcía con malestar en las partes más altas y reía en los momentos sexuales. Descontento, Stalin se fue antes de que acabase el tercer acto. Dos días después "Caos en vez de música" apareció en Pravda.

## El artículo

### Contenido
"Caos en vez de música" comienza enfatizando la necesidad de "buena" música popular y su rol en el progreso soviético: "Con el desarrollo de la cultura general en nuestro país, crece asimismo la necesidad de buena música... El pueblo espera buenas canciones, pero también buenos trabajos instrumentales y buenas óperas". El artículo califica Lady Macbeth de "tosca, primitiva y vulgar", una "cacofonía" de "música nerviosa, convulsa y espasmódica" que es poco más que un "desierto de caos musical". Volviendo ahora al propio compositor, admite que Shostakóvich tenía talento, pero sostiene que "deliberadamente" puso la música "del revés", lamentando la falta de un "lenguaje musical sencillo y popular accesible a todos". Advierte de que tal complejidad pone en peligro la música soviética, haciéndola vulnerable a la "distorsión izquierdista", el "formalismo" y la ""innovación" pequeñoburguesa". El éxito de Lady Macbeth en el extranjero es sólo una prueba más de que se trata de una ópera antisoviética que "hace cosquillas al pervertido gusto de los burgueses". Tal vez la afirmación más peligrosa del editorial sea que Shostakóvich no era un compositor con conciencia de clase, sino más bien un artista introspectivo que "ignoraba las exigencias de la cultura soviética" y se preocupaba poco por su público. Sin dejar lugar a dudas sobre la profundidad de su desprecio, el editorial lamenta que: "El poder de la buena música para contagiar a las masas se ha sacrificado en aras de un intento pequeñoburgués y 'formalista' de crear originalidad mediante payasadas baratas. Es un juego de ingenio que puede acabar muy mal".

### Repercusión
El artículo inmediatamente llevó al compositor a la deshonra. Las representaciones de la ópera disminuyeron drásticamente hasta que fue finalmente prohibida. Aquellos que anteriormente la habían alabado, fueron obligados a retractarse. La mayoría de los otros músicos dejaron de relacionarse con Shostakóvich, a excepción de Isaak Bábel, Abram Lezhnev y Vsévolod Meyerhold que siguieron apoyándolo (estos tres músicos serían posteriormente asesinados en las purgas).
Shostakóvich se encontraba en Arcángel en una gira de conciertos cuando leyó el artículo de Pravda. Diez días después, un nuevo artículo criticaba su ballet Arroyo claro. El libretista de esta obra, Adrián Piotrovski, fue arrestado y asesinado al año siguiente. A pesar de estos ataques, Shostakóvich continuó escribiendo su Sinfonía n.º 4, que terminó en abril de 1936, y estaba ensayando con la orquesta de Leningrado para un pronto estreno. Esta sinfonía estaba influenciada por Gustav Mahler, músico que no gustaba al Partido Comunista, por lo que la Unión de Compositores Soviéticos aconsejó al compositor que abandonase la idea de estrenarla.
Shostakóvich estrenó su Sinfonía n.º 5 en noviembre de 1937. Esta sinfonía seguía los parámetros del realismo socialista, por lo que fue aclamada por los comunistas, los cuales dijeron que el compositor había reconocido sus errores, rectificado y mejorado con esta nueva sinfonía.